# Joseph Chinard

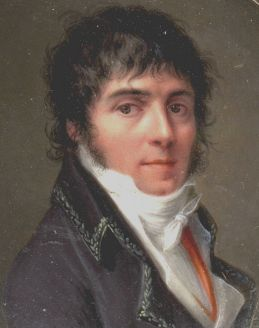
Joseph Chinard, miniatura di Jean François Soiron

Joseph Chinard (Lione, 12 febbraio 1756 – Lione, 20 giugno 1813) è stato uno scultore francese. Le opere di Chinard sono esposte in varie collezioni museali, tra cui quelle del Louvre, del Musée des Beaux-Arts di Lione, del Metropolitan Museum of Art e della National Gallery of Art a Washington.

## Biografia
Joseph Chinard dopo essersi formato a Lione, come pittore, nell'École Royale de Dessin iniziò a a svolgere l'attività di scultore. A Lione attirò l'attenzione di un mecenate che lo mandò a Roma, dove vinse un premio dell'Accademia di San Luca, per la sua scultura di Perseo e Andromeda, realizzata in terracotta, che rimase nella collezione dell'Accademia. 
Nel 1791 fu internato per due mesi a Castel Sant'Angelo, su ordine del Papa, per un'azione che gli fu ritenuta sovversiva. Al suo rilascio nel dicembre 1792, fu espulso da Roma e si trasferì a Digione. Chinard trascorse la maggior parte della sua vita tra Lione e l'Italia, sebbene frequentasse raramente Parigi, in una delle sue visite nella capitale francese realizzò un busto in marmo di Juliette Récamierì.
  

Fu professore di scultura alla Scuola di Belle Arti di Lione. La maggior parte delle opere pubbliche, realizzate per la sua città natale, furono distrutte durante la Rivoluzione francese. Le sue sculture seguono la scuola neoclassica, ma in esse si osservano intimità, naturalezza e sentimento. 

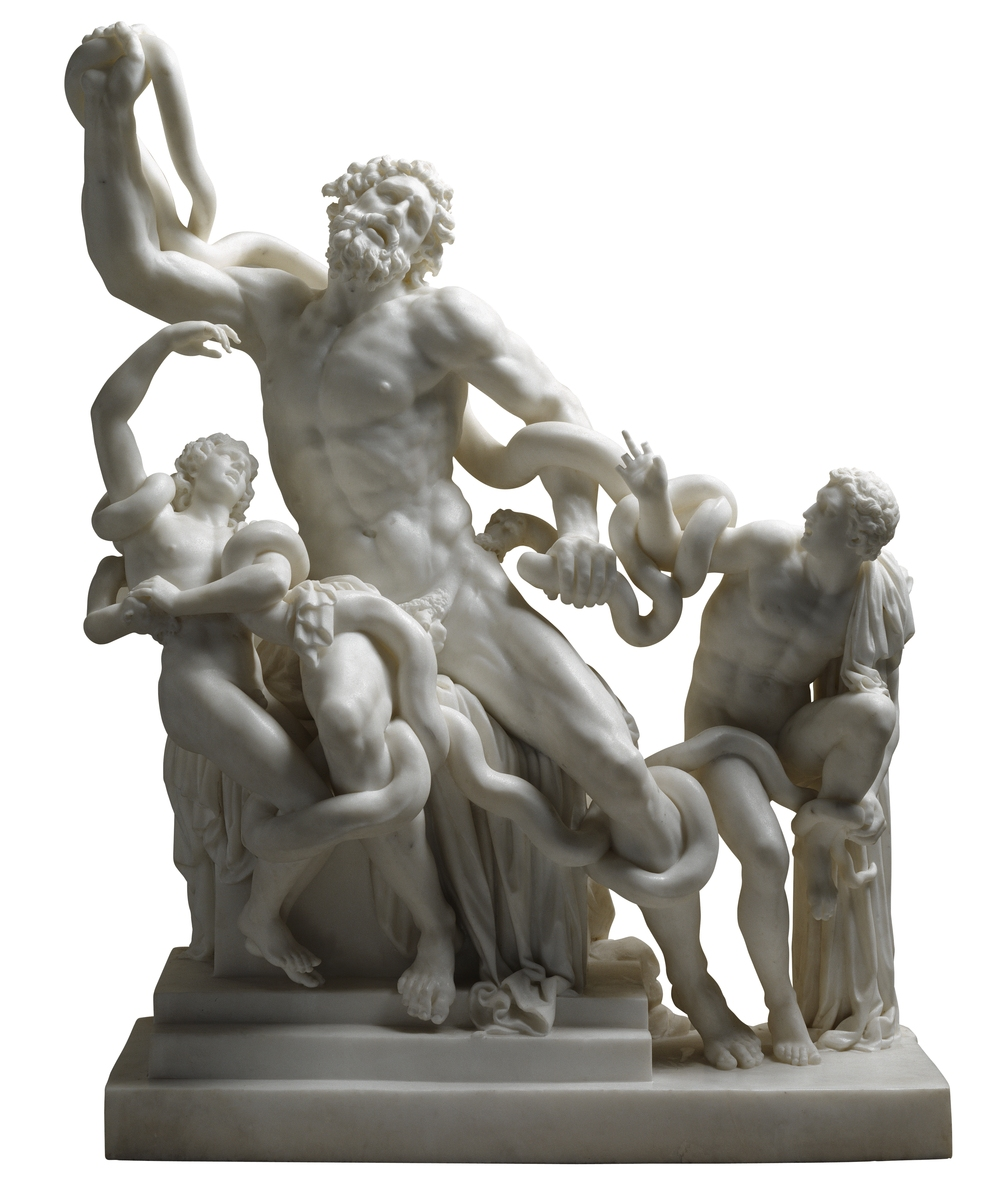
Laocoonte e i suoi figli

## Opere principali
- Busto di Juliette Récamier
- Laocoonte e i suoi figli